# Entacmaea
Entacmaea là một chi hải quỳ nằm trong họ Actiniidae. Chi này được lập ra bởi Ehrenberg vào năm 1834.

## Các loài
Có hai loài được ghi nhận trong chi này, bao gồm:
- Entacmaea medusivora Fautin & Fitt, 1991
- Entacmaea quadricolor (Leuckart, 1828)

## Sinh thái học
E. quadricolor là một trong những loài hải quỳ được nhiều loài cá hề chọn làm vật chủ để sống cộng sinh. Ngoài ra, một số loài sinh vật khác cũng có mối quan hệ cộng sinh/hội sinh với E. quadricolor, như cá thia con Dascyllus trimaculatus, bàng chài con Thalassoma amblycephalum hay tôm Periclimenes brevicarpalis.
E. medusivora, mới chỉ được biết đến tại hai địa điểm ở Thái Bình Dương (Palau và Indonesia), là một loài chuyên ăn sứa. Những loài sứa là con mồi của E. medusivora bao gồm Mastigias papua, Aurelia aurita và Cassiopeia ornata.